# Maxime Guisolan

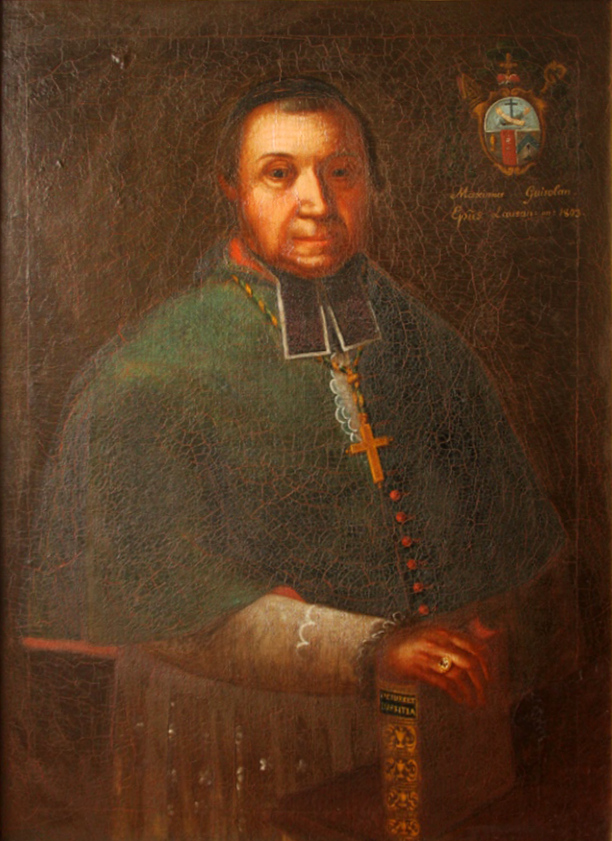
Maxime Guisolan

Maxime Guisolan OFMCap, ursprünglich Joseph-Antoine Guisolan (getauft 16. März 1735 in Autigny, Kanton Freiburg; † 9. Dezember 1814 in Freiburg) war ein Schweizer römisch-katholischer Geistlicher und Bischof von Lausanne.

## Leben
Er war der Sohn von Jacques Guisolan und dessen Ehefrau Anne, wahrscheinlich eine geborene Guisolan. Nach dem Besuch des Kollegiums St. Michael in Freiburg wurde Maxime Guisolan 1753 Novize bei den Kapuzinern in Altdorf im Kanton Uri. Er studierte Theologie in Schwyz, Pruntrut und Freiburg, danach Kanonisches Recht in Rom. Die Priesterweihe empfing er am 20. Mai 1758. Danach war er mehrfach Guardian des Kapuzinerklosters Freiburg, 1786–1789 Provinzialminister und 1796–1798 Generaldefinitor.
Infolge der Auseinandersetzungen zwischen liberalen Patriziern, die Gregor Girard unterstützten, und Ultramontanen, deren Kandidat Joseph-Claude Gaudard war, wurde Maxime Guisolan 1803 auf Vorschlag des Landammanns der Schweiz Louis d’Affry von Papst Pius VII. zum Bischof von Lausanne ernannt. Die Bischofsweihe spendete ihm am 6. Mai desselben Jahres der Nuntius in der Schweiz Erzbischof Fabrizio Sceberras Testaferrata.
Er starb 79-jährig im Bischofsamt und wurde in der Kapuzinerkirche in Freiburg beigesetzt.

## Wirken
Maxime Guisolan setzte sich für eine Wiederherstellung der kirchlichen Aufsicht über das Bildungswesen ein und forderte die Freiburger Regierung auf, den in der Zeit der Helvetischen Republik geschaffenen Erziehungsrat aufzulösen. Mit dem Freiburger Grossrat François de Diesbach-Torny (1739–1811) unterstützte er die Bemühungen der Patrizier um die Rückkehr der Jesuiten nach Freiburg. Er veranlasste die Wiedereröffnung des Diözesanseminars 1807 ebenso wie die Aufnahme der Redemptoristen, die Wiederaufnahme der jährlichen Priesterexerzitien und die Überarbeitung der Synodalstatuten. Maxime Guisolan machte ernsthafte Vorbehalte gegenüber dem neuen Waadtländer Gesetz geltend, das die katholische Religionsausübung, die Ernennung des Klerus und den Pflichteid regelte. Mit Zustimmung der Dekane erwarb er das Maison Montenach, das zur Bischofsresidenz wurde.